# Fagus mexicana
Fagus mexicana, el haya mexicana o haya, es una especie endémica del noreste de México, desde el sudoeste de Tamaulipas, sur de Hidalgo y Nuevo León, San Luis Potosí, Veracruz y  Puebla;  restringiéndose a altas altitudes, de  bosques nubosos, en montañas.  Está estrechamente emparentado con Fagus grandifolia,  y es tratada como una subespecie por algunos (particularmente autores estadounidenses) (como Fagus grandifolia subsp. mexicana (Martínez) E. Murray);  sin embargo, la literatura mexicana generalmente la trata como una especie distinta.

## Descripción
Es un árbol caducifolio, que alcanza 25-40 m de altura y 2 m de diámetro de tronco.
Presenta hojas  alternas, simples, con márgenes ligeramente dentados, usualmente más pequeñas en el haya americana, 5-8 cm de largo y  3-5 cm de ancho.  Las yemas son largas y delgadas, de 15-25 mm de largo y 2-3 mm de espesor.  Las flores  son pequeños amentos que aparecen a principios de febrero, poco después de las primeras hojas. Las semillas son pequeñas, nueces triangulares de 15-20 mm de largo y 7-10 mm de ancho en la base; hay dos nueces (hayucos) en cada cúpula, madurando en otoño (julio-agosto), 6-7 meses después de la polinización. Esta especie presenta años semilleros de 2 a 8 años
Habita en cañadas con pendientes muy pronunciadas, es de las especies arbóreas de los bosques mesófilos de montaña de la Sierra Madre Oriental (Nuevo León, Tamaulipas, Hidalgo, Puebla y Veracruz). Aunque posiblemente habite en San Luis Potosí y Oaxaca 
La población de bosques de haya mejor representada se encuentra en el estado de Hidalgo
El estado de Hidalgo posee el tercer lugar a nivel nacional en cuanto a superficie con BMM, sólo superado por Chiapas y Oaxaca (Rzedowski 1996), cuenta con los bosques de haya (Fagus grandifolia var. mexicana) de mayor extensión (42 ha) y menos perturbados de México (Miranda y Sharp 1950; Rowden et al. 2004; Rodríguez-Ramírez et al. 2016). Los bosques de haya son considerados una variante del BMM, son relictos del Oligoceno-Mioceno (23 millones de años), con una distribución altamente restringida y, por las condiciones especiales donde se desarrollan, son altamente vulnerables a los disturbios climáticos y antrópicos (Ehnis 1981; Fang y Lechowicz 2006; Vargas-Rodríguez et al. 2010; Rodríguez-Ramírez et al. 2016).
E. Chanes Rodríguez-Ramírez

## Taxonomía
Fagus mexicana fue descrita por Maximino Martínez y publicado en México Forestal 17: 66. 1939.
Etimología
Fagus: nombre genérico latino que se remonta a una antigua raíz indoeuropea que encuentra parentesco en el griego antiguo φηγός phēgós "tipo de roble"
mexicana: epíteto geográfico que alude a su localización en México.
Sinonimia
- Fagus grandifolia var. mexicana (Martínez) Little
- Fagus mexicana Martínez

No se sabe muy bien, por qué fue catalogada después de su descripción original como
Fagus grandifolia var. mexicana y posteriormente como Fagus grandifolia subsp. mexicana.
Ya que tanto ambientalmente como en algunas estructuras morfológicas difiere notablemente de Fagus grandifolia que se localiza en Estados Unidos de América y Canadá.